# Elena Teodorini
Elena Teodorini, alla nascita Elena de Mortun (Craiova, 25 marzo 1857 – Bucarest, 27 febbraio 1926), è stata un mezzosoprano e soprano rumena.

## Biografia
Elena Teodorini, è stata una delle principali cantanti d'opera rumene e la prima di esse ad aver calcato il palcoscenico del Teatro alla Scala di Milano.
Era nipote degli attori Ion Vladicescu e Raluca Stavrescu nonché cugina di Aristizza Romanescu. 
Iniziò a studiare musica e pianoforte a sei anni ed a 14 fuggì in Italia dove venne ammessa al Conservatorio di Milano, nella classe di canto e pianoforte. Dopo tre anni di studio iniziò a cantare come solista in una città di provincia, e dopo poco tempo debuttò come soprano drammatico alla Scala di Milano.
Il Dizionario dell'opera lirica di Harold Rosenthal e John Warack, nella versione francese del 1986, pubblicato da Edition Fayard, scrive di Elena Teodorini: "È l'ultima grande artista del XIX secolo, dotata di un'autentica voce di mezzosoprano, che ha cantato con la stessa abilità e con grande successo ruoli che sarebbero per tessiture di soprano o soprano falcon, effetto caratteristico della sua qualità di soprano sfogato.
Il New Grove Dictionary of Music la definisce una voce inconfondibile, altrettanto preziosa nei ruoli da mezzosoprano come in quelli da soprano lirico e drammatico.
Dal 1881 si dedicò in particolare al repertorio da soprano. Ella è stata la prima cantante rumena a cantare alla Scala di Milano, ricevendo un applauso ininterrotto di 15 minuti. Ha cantato in Romania, Italia, Francia, Spagna, Portogallo, Russia, Austria, e America Latina.
Durante la sua vita ha intrecciato il suo cammino con un numero incredibile di personaggi: Giuseppe Verdi, Jules Massenet, Arrigo Boito, Amilcare Ponchielli, Enrico Caruso, Giuseppe De Luca, Mattia Battistini, Franco Faccio, Sarah Bernhardt, Ion Luca Caragiale, Vasile Alecsandri, George Stephănescu, Carl Theodore Wagner, ecc. 
Il famoso soprano Bidu Sayão, prima solista al Metropolitan Opera tra il 1937 - 1952 ha studiato con Elena Teodorini prima in Brasile e poi in Romania. 
Anche sua sorella, Aura Teodorini, è stata una famosa cantante.

## Registrazioni
- Elena Teodorini: Donizetti "M'odi, ah m'odi", su staff.city.ac.uk.